# David Reimer
David Reimer (* 22. August 1965 in Winnipeg als Bruce Reimer; † 4. Mai 2004 ebenda) war ein Kanadier, der als Junge geboren, jedoch als Mädchen aufgezogen wurde. Nach einer irreparabel missglückten Beschneidung in früher Kindheit veranlassten die Eltern auf Rat des Sexualwissenschaftlers und Psychologen John Money eine geschlechtsverändernde Operation sowie spätere Sexualhormonbehandlung. Als Erwachsener unterzog sich Reimer einer konträren Behandlung und gründete mit Ehefrau und Adoptivkindern eine Familie. Mit 38 Jahren beging er Suizid. Sein Fall ging als John/Joan-Fallstudie in die Wissenschaftsgeschichte ein.

## Leben
David, der nach der Geburt Bruce genannt wurde, und Brian Reimer wurden als eineiige Zwillinge geboren. Im Alter von sechs Monaten stellte man bei beiden eine Vorhautverengung fest und knapp zwei Monate später, am 27. April 1966, wurde David operiert. Die Beschneidung mittels Elektrokauter missglückte jedoch und sein Penis wurde irreparabel verletzt. Seine Eltern entschieden sich daher auf Rat des neuseeländischen Sexualwissenschaftlers und Psychologen John Money, eine geschlechtsverändernde Operation vornehmen zu lassen und den Jungen als Mädchen zu erziehen. Im Alter von 22 Monaten wurden David die noch vorhandenen Hoden entfernt (Kastration) und aus der Haut seines Hodensacks rudimentäre Schamlippen geformt. David wurde von diesem Zeitpunkt an Brenda genannt. Darüber hinaus wurde er etwa ab dem 12. Lebensjahr mit weiblichen Hormonen behandelt.
Money sah dies als Möglichkeit, durch den Vergleich mit Davids eineiigem Zwillingsbruder Brian einen Beleg für die in der Sexualwissenschaft diskutierte These zu finden, nach der alleine oder im Wesentlichen die Erziehung in den frühen Lebensjahren für die Ausprägung einer geschlechtsspezifischen und sexuellen Identität eine Rolle spiele. David wurde nach dieser Zuweisung von Money als „normales, glückliches Mädchen“ beschrieben; Familie und Freunde hingegen beschrieben ihn als ein zutiefst unglückliches Kind mit großen sozialen Problemen.
1980 erfuhr er, dass er als Junge geboren worden war. Von diesem Zeitpunkt an bestand er darauf, wieder als Junge zu leben, und nannte sich fortan David. Reimer unterzog sich einer konträren Behandlung mit Brustentfernung, Testosteron-Injektionen und Phalloplastik. Am 22. September 1990 heiratete er Jane Fontaine und adoptierte ihre drei Kinder.
David Reimer beging am 4. Mai 2004, im Alter von 38 Jahren, Suizid. Seine Mutter gab gegenüber der New York Times an, David habe wohl keinen Sinn mehr in seinem Leben gesehen, nachdem er und seine Frau sich getrennt hatten und er seine Arbeitsstelle verloren hatte. Außerdem war er über den Tod seines Zwillingsbruders Brian zwei Jahre zuvor noch nicht hinweggekommen, der am 1. Juli 2002 aufgrund einer Medikamentenvergiftung verstorben war. Ob die Überdosis versehentlich oder in suizidaler Absicht genommen wurde, ist nicht eindeutig geklärt. Davids Mutter sagte, sie glaube, dass ihr Sohn noch am Leben wäre, wenn er nicht das Opfer jenes „katastrophalen Experiments“ geworden wäre, das bei ihm so viel Leid verursacht habe.

## Hintergrund
Money wies im Rahmen seines Konzepts „Geschlechtsneuzuweisung“ nach der optimal gender policy einer unbekannten Anzahl weiterer Kinder mit fehlgebildeten Geschlechtsorganen ein Geschlecht zu. Er hatte dazu als Leiter der Psychologie am Johns-Hopkins-Krankenhaus eine darauf spezialisierte Klinik errichtet, die von seinem Nachfolger 1979 geschlossen wurde. Einige der ehemaligen Patienten fanden sich in Selbsthilfegruppen zusammen.
Money ging von der Grundannahme aus, ein Mensch besitze keine von Geburt an festgelegten geschlechterspezifischen Verhaltensweisen. Das biologische Geschlecht (Sex) habe nichts mit dem sozialen Geschlecht (Gender) zu tun. Obwohl seine Geschlechtszuweisung im Fall Reimer scheiterte, hielten er und viele seiner Anhänger an der Grundthese fest und führten bzw. führen diesen Fall als Beleg an, dass das Identitätsgeschlecht eines Menschen sich erst in der späteren Kindheitsentwicklung manifestiere und vorher beliebig veränderbar sei. Kritiker des Gender-Mainstreaming behaupten häufig, Gender-Mainstreaming baue auch auf Moneys Thesen auf.

## Rezeption und Aufarbeitung
Alice Schwarzer verwendete den „frappierenden Fall“ 1975 in ihrem Buch Der kleine Unterschied als Beleg für ihre Thesen des Gleichheitsfeminismus' – dass die Geschlechtsidentität „nicht eine biologische Identität, sondern eine psychische“ sei. Sie bezeichnete Money als eine der „wenigen Ausnahmen, die nicht manipulieren, sondern dem aufklärenden Auftrag der Forschung gerecht werden“.
Der Biologe Milton Diamond – der Moneys Thesen zur Geschlechtsentwicklung bereits 1965 kritisiert hatte – veröffentlichte 1997 gemeinsam mit dem Psychiater Keith Sigmundson einen Artikel in den Archives of Adolescent and Pediatric Medicine, in denen sie das Experiment an Reimer als gescheitert herausstellten. Dieser habe von Anfang an gegen die aufgezwungene Rolle als Mädchen angekämpft. Die Publikation löste Debatten in Medizinerkreisen über die weiterhin verbreitete Praxis der Geschlechtsneuzuweisung aus.
Infolgedessen traf sich Reimer mit dem Journalisten John Colapinto, dem er seine Lebensgeschichte erzählte. Colapinto veröffentlichte im Dezember 1997 einen Artikel für den Rolling Stone, in dem Reimer der Bezeichnung John/Joan-Fallstudie entsprechend mit dem Pseudonym „John/Joan“ bezeichnet wurde. Darauf aufbauend publizierte Colapinto im Jahr 2000 das Buch As Nature Made Him: The Boy Who Was Raised as a Girl (deutscher Titel Der Junge, der als Mädchen aufwuchs), in dem er Reimers Klarnamen verwendete und die Methoden Moneys sowie das Konzept der „Geschlechtsneuzuweisung“ kritisierte.
Der Hamburger Sexualforscher Gunter Schmidt urteilte in einem Zeitschriftenartikel über Colapintos Buch, dieser führe „einen ideologischen Kreuzzug für eine verlockend naive Geschlechterordnung: Mann ist Mann, Frau ist Frau, wie die Natur es fügt.“ Laut Schmidt habe der Einzelfall keinerlei geschlechtertheoretische Beweiskraft. Als Gegenbeispiel führte er einen ähnlichen Fall an: Einem anderen Kind, das seinen Penis bei Beschneidung verloren hatte, wurde bereits im Alter von sieben Monaten ein neues Geschlecht zugewiesen. Laut Schmidt ist die inzwischen 26-jährige „eine Frau. Sie hat einen eher als männlich geltenden Beruf und ist bisexuell.“ Abschließend spekulierte Schmidt über die Alternative, wenn Reimer „als penisloser Junge neben seinem unbeschädigten Bruder groß geworden“ wäre. Er hätte dann – laut Schmidt – möglicherweise in der Pubertät ein Mädchen werden wollen.
Die BBC dokumentierte den Fall und sendete ihn am 7. Dezember 2000 erstmals unter dem Titel The Boy who Was Turned into a Girl. Die aktualisierte Fassung Dr. Money and the Boy with No Penis aus dem Jahre 2004 wurde auf Deutsch unter dem Titel BBC Exklusiv: David Reimer – der Mädchenjunge im April 2005 ausgestrahlt.
Eine eingehende Betrachtung findet sich in einem 2004 erschienenen Buch von Judith Butler. Butler bemüht sich dabei, ihren Begriff der Performativität an konkreten Beispielen darzulegen, darunter auch dem Schicksal Reimers. Butler sieht das Vorgehen Moneys als gewaltsam und zwanghaft an, sieht aber auch bei Diamond eine Beeinflussung im Sinne von dessen Geschlechtertheorie.
Der Soziologe Dennis Krämer veröffentlichte 2018 einen Aufsatz, der Reimers Behandlung in einer wissenschaftshistorischen Perspektive kritisch betrachtet. Unter Berücksichtigung gendertheoretischer und poststrukturalistischer Ansätze skizziert Krämer drei historische Entwicklungsstufen in den diskursiven Praktiken der heteronormativen Geschlechtsanpassung: Verbannung, Verortung und Einpassung. Reimers Fall reihe sich demnach in eine dritte Stufe der Behandlungspraktiken ein: Beruhend auf der wissenschaftlichen Hegemonie interaktionistisch-konstruktivistischer Ansätze seien in der zweiten Hälfte des 20. Jahrhunderts „Probleme“ des Geschlechts nicht mehr durch Verbannung aus oder Aufklärung innerhalb der Zweigeschlechterordnung gelöst worden, sondern dadurch, dass die betreffenden Körper chirurgisch und hormonell in diese eingepasst wurden. Die der optimal gender policy zugrunde liegegende Logik dahinter erkläre, dass für die Entwicklung einer stabilen Geschlechtsidentität ungestörte Alltagsinteraktionen mit einem physiologisch „unauffälligen“ Geschlechtskörper notwendig seien. Mit dieser Leitformel würden operative und hormonelle Eingriffe am frühkindlichen Körper legitimiert.